# Guterre Fernandes de Saldanha
Guterre Fernandes de Saldanha (1190 -?) foi um nobre e Cavaleiro medieval nascido no Reino de Castela tendo sido Senhor de Saldanha freguesia portuguesa do concelho de Mogadouro.

## Relações familiares
Foi filho de Telo Fernandez de Saldanha (1150 -?), Senhor de Saldanha. Casou com uma senhora cujo nome a história não registou de quem teve:
1. Fernando Rodrigues de Saldanha (1230 -?) casado com Juana de Cisneros